# Фуад Алекперов
Фуад Алекперов (азерб. Fuad Cəbrayıl oğlu Ələkbərov; англ. Fuad Alakbarov; нар. 22 листопада 1988, Баку, Азербайджанська РСР) — правозахисник та політичний активіст, політичний коментатор, фотожурналіст і шахіст.

## Життєпис
Народився 22 листопада 1988 року  в Баку.